# 吹矢レクリエーション
吹矢レクリエーション（ふきやレクリエーション）とは、健康増進や仲間づくりを目指し、皆で楽しく集まって的（まと）を射る体系化されたレクリエーション。日本吹矢レクリエーション協会が普及。
老若男女を問わずだれでも参加できる腹式呼吸を用いた有酸素運動として、「健康増進」、「美容効果」、「ダイエット効果」、「ストレスの解消」、「「仲間づくり」、「老化防止」なども期待できる。日本吹矢レクリエーション協会が普及・啓蒙を行い、より安全な特許商品な吸盤製の筒と矢や、より娯楽性の高いビンゴタイプの的、得点の配列を研究した的なども開発してきた。各地の吹矢レクリエーション教室や、行政・福祉団体・教育機関等とのイベントはマスコミで取り上げられている。